# 바토리가
바토리 가문은 중세시대 유럽에서 손꼽히던 명문가이다. 바토리 가문 출신들은 귀족을 비롯하여 왕의 자리에까지 있었는데 그 세력권이 헝가리 왕국에서 폴란드-리투아니아 연방, 트란실바니아 공국 등 동유럽 지역을 장악하고 있었다. 

## 가문의 주요 인물들
- 스테판 3세 바토리 (?~1444년) 헝가리 왕국 귀족

- 스테판 5세 바토리 (1430년~1493년) 트란실바니아 공

- 스테판 7세 바토리 (?~1530년) 헝가리 왕국 귀족

- 스테판 8세 바토리 (1477년~1534년) 트란실바니아 영주

- 스테판 바토리 (1533년~1586년) 폴란드 왕, 리투아니아 대공, 트란실바니아 공

- 에르제베트 바토리 (1560년~1614년) 헝가리 왕국 귀족